# Óvalo de Salem
El Óvalo de Salem (en inglés: Salem Oval) es un estadio de críquet situado en el pueblo de Salem, en la isla de Montserrat una dependencia del Reino Unido en el Mar Caribe. La instalación se construyó después de la destrucción del principal campo de críquet de Montserrat en Plymouth, que fue destruido en la erupción del volcán Soufrière Hills de 1997.
El espacio se terminó en el año 2000, siendo el primer partido celebrado en el estadio el de Montserrat jugando un partido menor contra Antigua y Barbuda. Al año siguiente, la gira del equipo sudafricano incluyó un partido frente al University of West Indies Vice-Chancellor's XI, que contó con la presencia según informes de la mitad de la población local.